# つけば
つけばは、長野県佐久地域より下流の千曲川水系で初夏に行われるウグイを捕獲する漁。産卵期のウグイは、川底の玉砂利に産卵するが、この習性を利用し、人が人工の産卵場所を作って、投網などで捕獲するのがこの漁である。なお「つけば」の語源は「人工の産卵場所」を「たねつけば」と呼んだ事に由来する。江戸時代が起源とされる。
捕獲したウグイは、塩焼き、天婦羅、唐揚、山椒味噌焼、甘露煮などにする。また、ウグイ以外のアブラハヤ、オイカワ、ヤマメなどを捕獲することもある。なお、つけばの道具を保管したり、魚を調理したり、客に提供する小屋を「つけば小屋」という。つけば小屋は、かつては千曲川流域に多数あったものの、高齢化や担い手不足により激減した。
つけばの人工産卵床には、「すり鉢型」「割川」「揚げ川」「枠つけば」の４種類がある。また、つけばの上流に成熟した親魚（種魚）を箱に入れて伏せて、この魚から出る誘因物質によって下流の魚がつけばに集めることもある。木や石、布で作り、魚の道に配置して定期的に砂利の掃除をするのが日課となっている。